# Manfred Beer
Pour les articles homonymes, voir Beer.
Manfred Beer, né le 2 décembre 1953 à Altenberg, est un biathlète allemand.

## Biographie
Il est médaillé de bronze aux Jeux olympiques d'Innsbruck 1976 sur le relais avec Karl-Heinz Menz, Frank UllrichManfred Geyer. Aux Championnats du monde 1977, il est de nouveau médaillé de bronze en relais et se classe cinquième de l'individuel. En 1978 et 1979, il aligne deux titres de champion du monde de relais. En 1980, il dispute sa dernière saison, où il monte sur un podium dans la Coupe du monde au sprint d'Antholz.
Katja Beer et Romy Beer, aussi biathlètes, sont filles de Manfred Beer.
Il gère, avec sa famille et après la réunification allemande, un pub et un camp de biathlon.

## Palmarès

### Jeux olympiques
| Épreuve / Édition | Individuel | Sprint                           | Relais                              |
| ----------------- | ---------- | -------------------------------- | ----------------------------------- |
| JO 1976 Innsbruck | 27e        | Épreuve inexistante à cette date | Médaille de bronze, Jeux olympiques |

### Championnats du monde
- Championnats du monde 1977 à Vingrom :
  -  Médaille de bronze en relais.
- Championnats du monde 1978 à Hochfilzen :
  -  Médaille d'or en relais.
- Championnats du monde 1979 à Ruhpolding :
  -  Médaille d'or en relais.

### Coupe du monde
- Meilleur classement général : 9e en 1980[1].
- 1 podium individuel : 1 troisième place.